# Hexagrammos stelleri
Hexagrammos stelleri är en fiskart som beskrevs av Tilesius, 1810. Hexagrammos stelleri ingår i släktet Hexagrammos och familjen Hexagrammidae. Inga underarter finns listade i Catalogue of Life.